# 岡田町
岡田町（おかだちょう）は、かつて愛知県知多郡に属していた町。現在の知多市中部に該当する。知多木綿の織物業で栄えた町である。

## 歴史
- 江戸時代末期、この地域は尾張藩領であった。
- 1889年（明治22年）10月1日 - 町村制により、知多郡岡田村が成立。
- 1903年（明治36年）5月6日 - 岡田村が町制施行して岡田町が発足。
- 1955年（昭和30年）4月1日 - 八幡町、岡田町、旭町が合併して知多町が発足。
- 1970年（昭和45年）9月1日 - 知多町が市制施行して知多市が発足。

## 経済

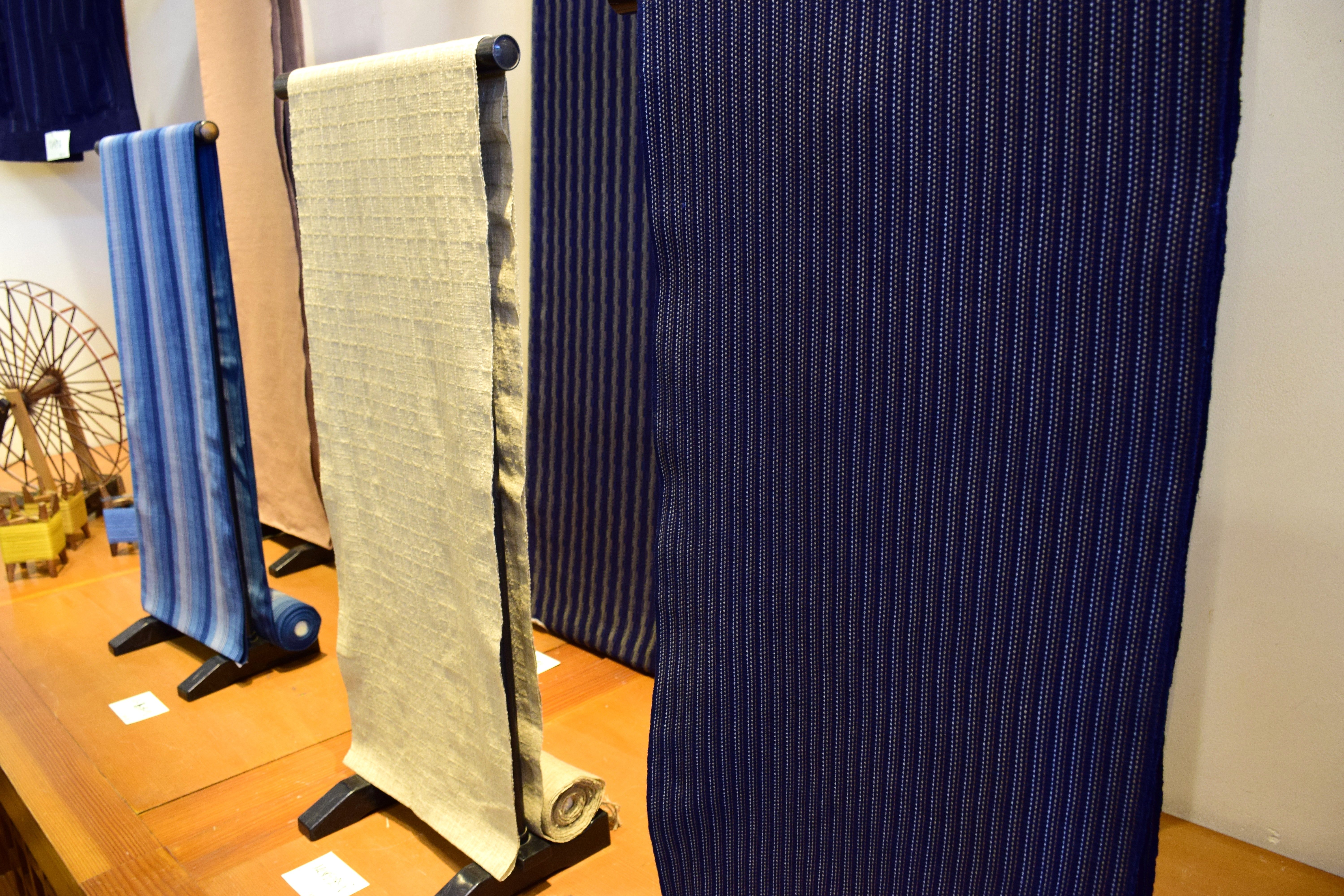
知多木綿

江戸時代初期、知多半島で生産された木綿は伊勢へ移出され、晒されて伊勢晒や松阪晒の名で販売されていた。天明年間に尾張藩の命で中島七右衛門が晒技術を習得。以降は知多晒（知多木綿）として各地で販売された。岡田はその集積、販売の拠点であった。かつては大規模な工場も存在していたが衰退し、現在も操業しているのは小規模な工場のみである。かつて木綿で栄えた商人や豪農の建物が多く残っている。

## 教育

### 小学校
- 岡田町立岡田小学校

### 中学校
- 岡田町立岡田中学校[3]

## 名所・旧跡・観光スポット
- 岡田神明社
- 慈雲寺
- 種徳寺
- 手織りの里 木綿蔵ちた
- 知多岡田簡易郵便局